# Сестричка Бетти
«Сестричка Бетти» (англ. Nurse Betty) — американский художественный фильм в 2000 года режиссёра Нила Лабута, снятый по сценарию Джеймса Флемберга и Джона Си Ричардса.

## Сюжет
В одной из закусочных небольшого города в Канзасе работает добрая и отзывчивая официантка Бетти Сайзмур. Несчастливая в браке, она находит некоторое успокоение в ежедневном просмотре полюбившегося сериала. Её муж — торговец подержанными автомобилями, жадный и эгоистичный делец, посчитал себя в состоянии обмануть неких торговцев наркотиками. В его руки попали пакеты с заготовленным товаром, которые он спрятал в багажнике выставленного на продажу автомобиля.
Далёкая от неблаговидных дел своего мужа, Бетти становится невольной свидетельницей его убийства парочкой специально приехавших киллеров. Под страхом пытки, Дэл перед смертью успел рассказать о месте, где спрятаны наркотики. Потрясённой Бетти удалось незамеченной выскользнуть из дома, но от происшедшего у неё помутился рассудок. Ей грезится, что она медсестра у которой есть возлюбленный по имени Дэвид — врач-кардиолог, персонаж любимого сериала.
Беглянку разыскивают с переменным успехом преступники, узнавшие из газет о неожиданном свидетеле, а также шериф со своим спутником — журналистом местной газеты. С помощью своей новой подруги[какой?] Бетти встречается с актёром Джорджем Маккордом, исполнителем роли Дэвида. Тот принимает Бетти за очередную фанатку. После последовавшей беседы, поражённый искренностью её чувств, он пригласил Бетти на съёмочную площадку, заранее уговорив продюсера ленты ввести новый персонаж и доверить ему право быть постановщиком очередной серии.

## В ролях
- Рене Зеллвегер — Бетти Сайзмор
- Морган Фримен — Чарли
- Крис Рок — Уэсли
- Грег Киннир — Джордж Маккорд
- Аарон Экхарт — Дэл Сайзмур
- Пруитт Тейлор Винс — Элдон Баллард
- Тиа Техада — Роза Эрнандес
- Эллисон Дженни — Лайла Брэнч
- Гарриэт Сэнсом Гаррис — Эллен
- Криспин Гловер — Рой Остери
- Элизабет Митчелл — Хлоя Дженсен
- Кэтлин Вилхойт — Сью Энн Роджерс
- Шейла Келли — Джойс
- Стив Франкен — администратор

## Призы и награды
- Фильм получил ряд престижных наград и номинаций, включая «Золотой глобус» за лучшую женскую роль (Рене Зеллвегер) и Приз за лучший сценарий Каннского кинофестиваля 2000 года (Джеймс Флемберг и Джон Си Ричардс).